# 梅索沃伊
梅索沃伊，又称灣泊石是俄羅斯濱海邊疆區什科托沃區一個社區，是波德亞波利斯科耶農村居民點的一部分，位於烏蘇里灣沿岸邊。

## 名稱
「灣泊石」一名源至滿語，至清朝時一直沿用此名，1860年清廷與俄羅斯帝國簽訂北京條約，將烏蘇里江東岸地區割讓予俄國，灣泊石因此成為俄國領土，並以俄語譯音「Вампауши」沿用至1972年。
1972年，中蘇交惡，蘇聯為了去中國化，將遠東地區地名俄羅斯化，以加強對遠東地區控制。因此灣泊石便改名為「梅索沃伊」（Мысовой）。

## 地理
該社區距離大卡緬12公里，離海參崴有111公里。最近的火車站是Стрелковая，位於斯特列洛克，位於南部1.5公里處。

## 人口
| 年份   | 2002 | 2005 | 2008 | 2010 |
| ------ | ---- | ---- | ---- | ---- |
| 人口數 | 547  | 508  | 508  | 494  |

## 資料來源
1. ↑  . lingvarium.org.   [2019-01-27]. （原始内容存档于2019-06-01）.
2. ↑  [永久]
3. ↑  .   [2019-01-27]. （原始内容存档于2013-06-11）.